# إرنست فوكس (أستاذ جامعي)
إرنست فوكس (بالألمانية: Ernst Fuchs)‏ هو عالم عقيدة ألماني، ولد في 11 يونيو 1903 في هايلبرون في ألمانيا، وتوفي بنفس المكان في 15 يناير 1983.

## وصلات خارجية
- إرنست فوكس على موقع الموسوعة البريطانية (الإنجليزية)